# Probiano (praefectus urbi 377)
Probiano (latino: Probianus; fl. 377) è stato un politico romano dell'Impero, praefectus urbi di Roma, in carica il 17 settembre 377.
In quella data, infatti, gli imperatori Valente, Graziano e Valentiniano II gli indirizzarono una legge riguardante la conservazione del vino, legge che fu poi inserita nel Codice teodosiano.
Probiano è stato identificato con Gabinio Vettio Probiano, praefectus urbi di Roma che si occupò di restaurare alcuni edifici del Foro romano, ornandoli di statue.